# Paraquichira costaricensis
Paraquichira costaricensis är en insektsart som beskrevs av Rakitov et Godoy 2005. Paraquichira costaricensis ingår i släktet Paraquichira och familjen dvärgstritar. Inga underarter finns listade i Catalogue of Life.